# Ozero Bol’shoe Dolinnoe
Ozero Bol’shoe Dolinnoe (englische Transkription von russisch Озеро Большое Долинное Ossero Bolschoje Dolinnoje, deutsch ‚Großes-Tal-See‘) ist ein See im ostantarktischen Mac-Robertson-Land. Er liegt südlich der Else-Plattform auf der Jetty-Halbinsel.
Russische Wissenschaftler benannten ihn deskriptiv.